# Brada-Rybníček
Brada-Rybníček ist eine Gemeinde in Tschechien. Sie liegt vier Kilometer nördlich von Jičín und gehört zum Okres Jičín.

## Geographie

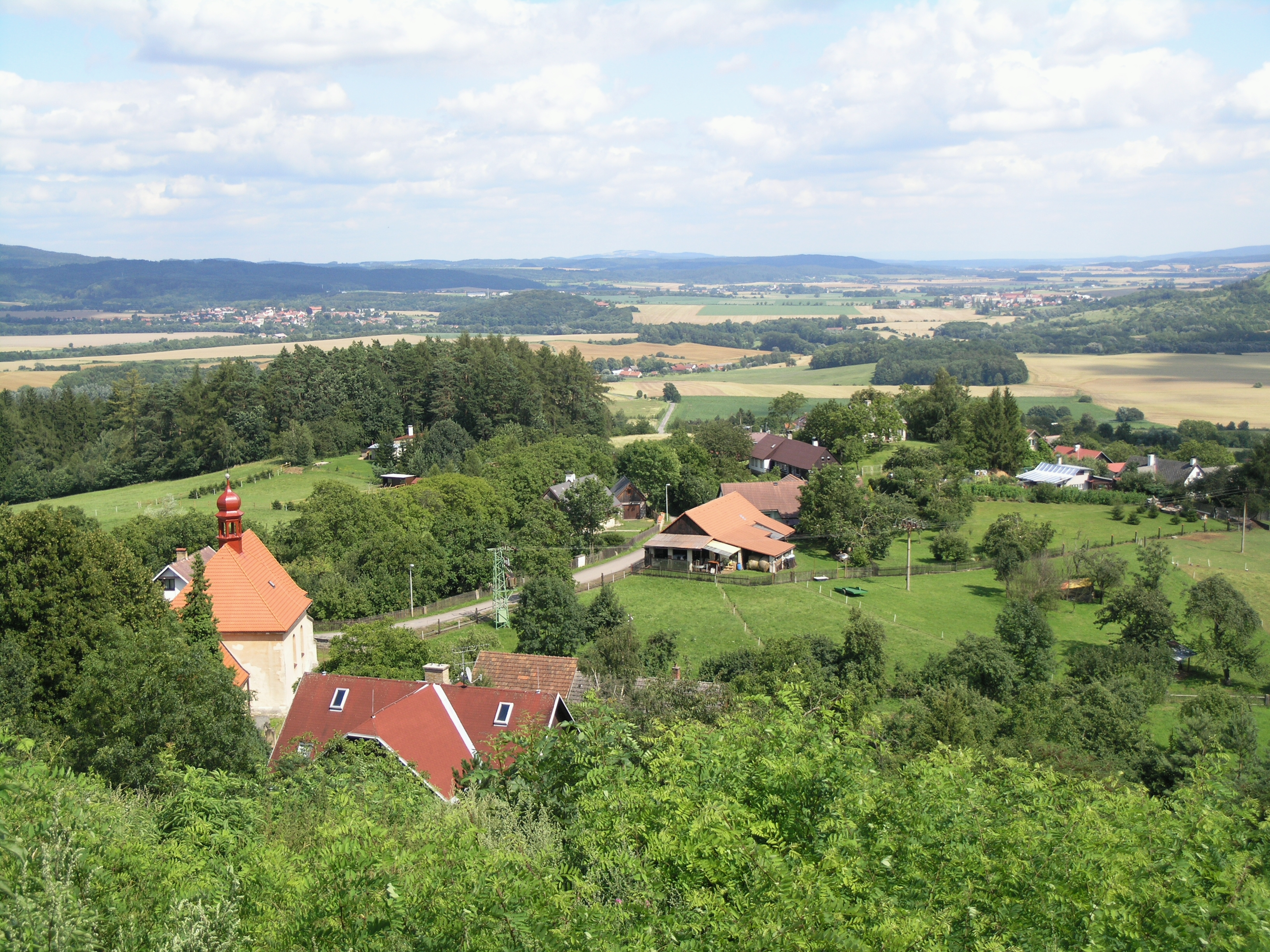
Blick auf Brada-Rybníček

Brada-Rybníček befindet sich am südöstlichen Rande des Böhmischen Paradieses. Westlich erhebt sich die Přívýšina (463 m), dahinter liegt das Felsgebiet Prachovské skály. Am östlichen Ortsrand verläuft die Europastraße 442 / Staatsstraße 35 zwischen Jičín und Turnov.
Nachbarorte sind Male Jinolice und Jinolice im Norden, Podůlší im Nordosten, Dílce und Kbelnice im Osten, Jičín-Holínské Předměstí im Südosten, Hurychovna und Holín im Süden, Horní Lochov und Prachov im Westen sowie Pařezská Lhota und Březka im Nordwesten.

## Geschichte
Die ältesten Überlieferung über die Burg Brada stammen aus der Zeit von 1241 bis 1263. Das am Fuße der Burg anlegte gleichnamige Dorf ist seit 1258 nachweisbar.
Nach der Aufhebung der Patrimonialherrschaften entstand 1850 die Gemeinde Brada mit dem Ortsteil Rybníček. Am 29. Juni 1866 lag das Dorf am Westrand des Kampfplatzes der Schlacht bei Gitschin. Von der Burgruine aus beschossen österreichische Geschütze die Preußen, die bei Kbelnice standen. 1891 ließ Erwin Graf Schlick in Brada ein Steinkreuz zur Erinnerung an die Schlacht aufstellen.
Im Jahre 1961 wurde die Gemeinde Brada nach Podůlší eingemeindet. Seit dem 24. November 1990 besteht sie unter dem neuen Namen Brada-Rybníček wieder.

## Gemeindegliederung
Die Gemeinde Brada-Rybníček besteht aus den Ortsteilen Brada und Rybníček (Ribnitschek) sowie der Ansiedlung Bradačka.

## Sehenswürdigkeiten
- Kirche St. Bartholomäus in Brada, erbaut um 1371
- hölzerner Glockenturm auf dem Friedhof von Brada, erbaut vor 1567
- Kapelle des Hl. Isidor bei Bradačka
- Ossarium Kbelnice; der östlich von Rybníček an der Europastraße 442 gelegene Jugendstilbau wurde 1904–06 nach Plänen von Václav Weinzettl errichtet und erinnert an die Opfer der Schlacht bei Gitschin während des Deutschen Krieges von 1866
- Preußisches und Sächsisches Denkmal für die Gefallenen der Schlacht bei Gitschin, östlich des Ortes
- Reste der Burg Brada